# Bài kiểm tra gương

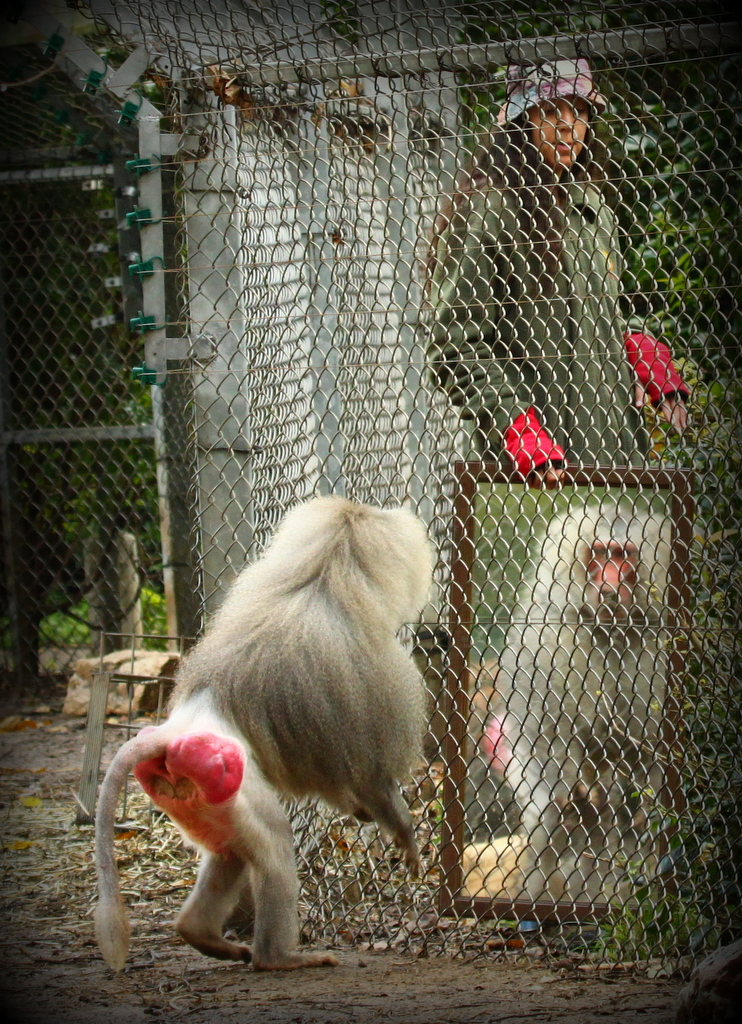
Khỉ đầu chó Hamadryas là một trong những loài linh trưởng không vượt qua được bài kiểm tra gương.

Bài kiểm tra gương (tiếng Anh: mirror test) là một phương pháp kiểm tra hành vi được nhà tâm lý học người Mỹ Gordon Gallup Jr. phát minh ra vào năm 1970, như một nỗ lực để xác định xem một con vật bất kỳ có sở hữu khả năng tự nhận biết bản thân thông qua hình ảnh hay không. Bài kiểm tra gương là phương pháp truyền thống để đo lường mức độ tự nhận thức về sinh lý và hiểu biết của bản thân một cá thể. Tuy nhiên, đã có đồng thuận rằng một loài vật không vượt qua bài kiểm tra gương vẫn có thể có được khả năng tự nhận thức dựa trên những phương cách khác, chẳng hạn như phân biệt tiếng hót và mùi hương giữa chúng với các loài khác.
Trong một bài kiểm tra gương cổ điển, con vật sẽ được gây mê rồi sau đó bị đánh dấu lên cơ thể bằng màu sơn hoặc nhãn dán, ở nơi mà chúng không thể tự nhìn thấy được. Khi con vật tỉnh lại, người ta sẽ đưa nó đến trước một chiếc gương. Nếu sau đó con vật chạm vào điểm bị đánh dấu hoặc cố dò xét điểm đó, thì coi như nó tự nhận thức được rằng hình ảnh trong gương là chính bản thân nó chứ không phải của một con vật khác.
Có rất ít loài đã vượt qua được bài kiểm tra gương. Các loài đã được xác định là vượt qua bài kiểm tra này gồm có các loài thuộc họ Người, voi châu Á, cá đuối, cá heo, cá voi sát thủ, chim ác là Á Âu và cá bàng chài. Nhiều loài như khỉ, gấu trúc khổng lồ và sư tử biển đều không vượt qua được bài kiểm tra gương.